# Bakonya (Románia)

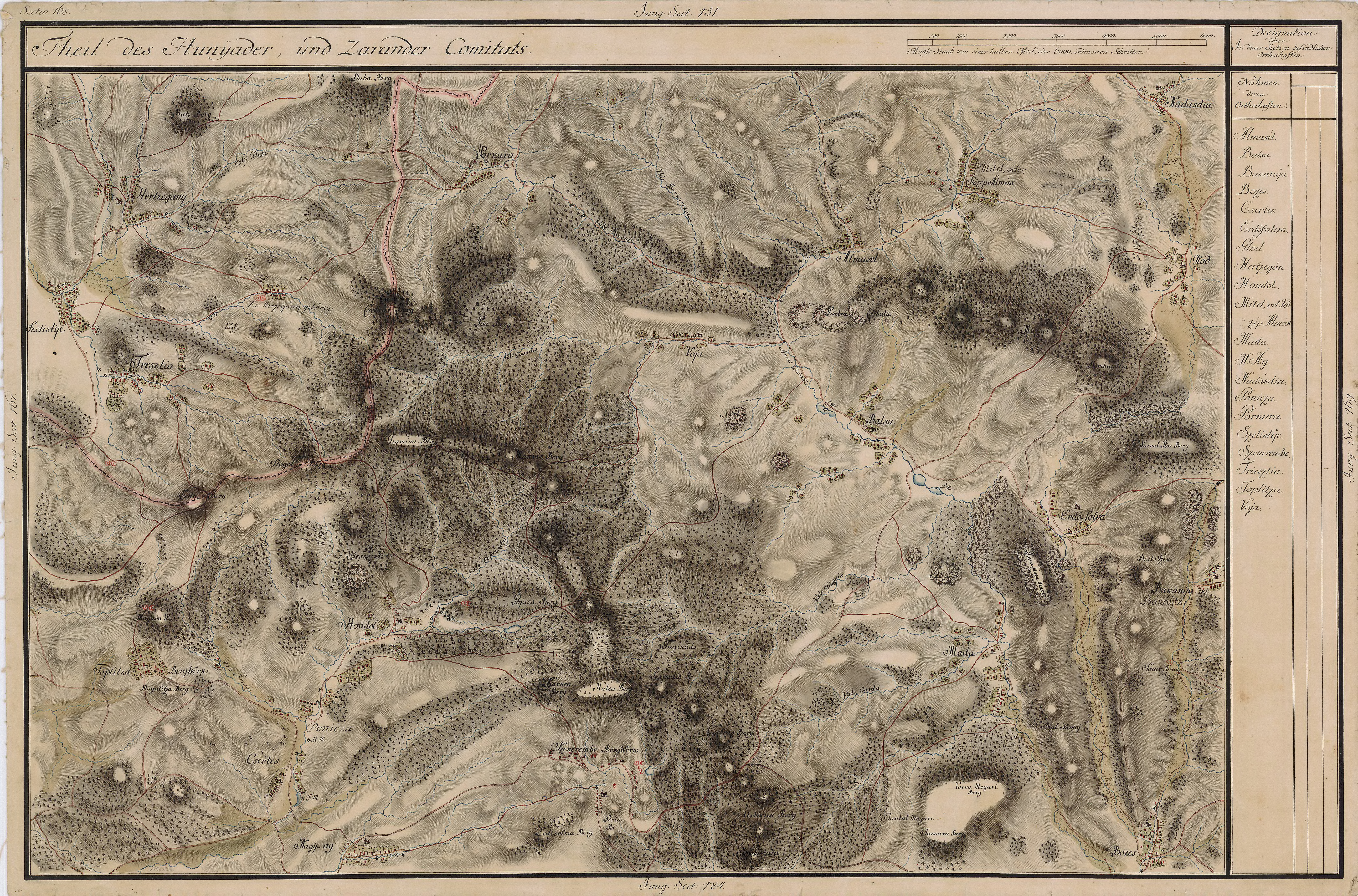
Bakonya egy régi térképen

Bakonya románul: Băcâia, település Romániában, Erdélyben, Hunyad megyében.

## Fekvése
Algyógytól északra, Zalatnától délre fekvő település. Közelében található a Csébi-patak mészkőszurdoka.

## Története
Bakonya nevét 1431-ben említette először oklevél egy idevaló lakosa nevében. 1808-ban Bakanya, Bachendorf, Bakája, 1888-ban Bekia, 1913-ban Bakonya néven írták.
A település birtokosai a Bakay család tagjai voltak. 1441-ben Bakay Zsigmond fia János, 1450-ben pedig Baka-i Zsigmond Ilona nevű leányát említették, aki Gyerővásárhelyi Gyerőfi Mihály felesége volt. 1518-ban v. Bakanya néven volt említve mint Al-Diód, algyógi uradalom része.
A trianoni békeszerződés előtt Hunyad vármegye Algyógyi járásához tartozott.
1910-ben 435 lakosából 421 román, 2 magyar volt. Ebből 431 görögkeleti ortodox volt.

## Nevezetességek
18. századi Szent arkangyalok temploma a romániai műemlékek jegyzékében a HD-II-m-B-03245 sorszámon szerepel.